# بنجامين إسحاق
بنجامين إسحاق (بالعبرية: בנימין איזק‏) هو مؤرخ إسرائيلي، ولد في 10 مايو 1945 في جنيف في سويسرا.